# Défilé de La Tine

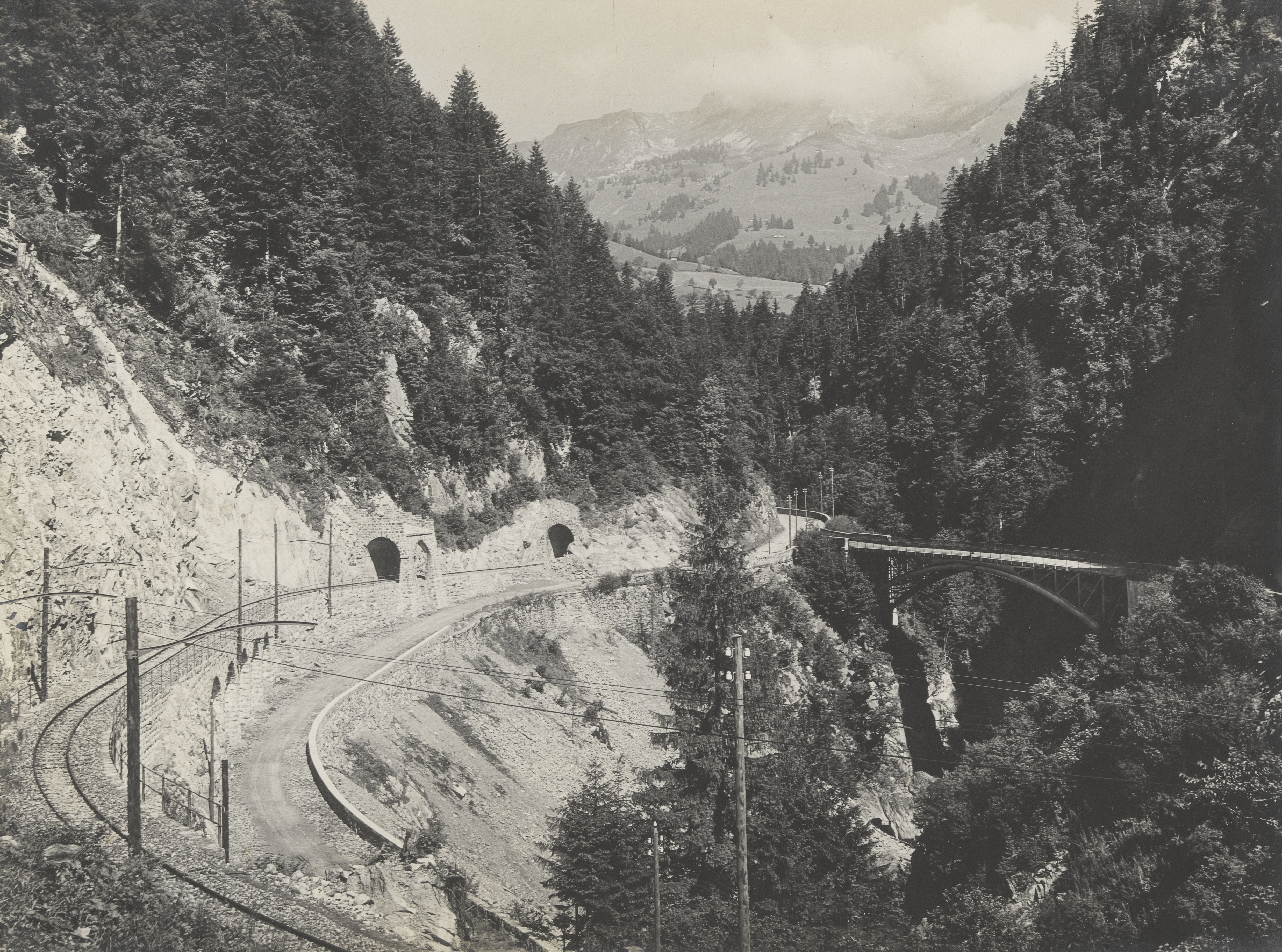
Blick talabwärts zum Défilé de La Tine, mit der alten Strasse (vorne links), der Strassenbrücke von 1891 (rechts) und der Bahnlinie von 1904 mit dem La-Tinetunnel und einer ersten kleinen Schutzgalerie. Fotografie von 1909

Das Défilé de La Tine (auch Cluse de la Sarine, Gorges de la Tine oder Creux de l’Enfer) ist eine Schlucht in den Waadtländer und Freiburger Voralpen in der Schweiz. Die markante Landschaftsform liegt im Parc naturel régional Gruyère Pays-d’Enhaut.

Nördlicher Abschnitt der Schlucht (Fotografie von 1940, ETH-Bibliothek)

## Geographie
Die Saane durchbricht im Westen der Gemeinde Rossinière, die zum waadtländischen Bezirk Riviera-Pays-d’Enhaut gehört, in einem canyonartigen Einschnitt einen Felsriegel aus Kalkstein zwischen dem Bergmassiv der Dent de Corjon im Südwesten und einem Vorsprung des Gebirgszugs der Pointe de Cray im Nordosten. Die mehr als 800 Meter lange, enge Schlucht liegt zwischen der Ortschaft La Tine, die zu Rossinière gehört, und Montbovon, Gemeinde Haut-Intyamon, im Kanton Freiburg. Oberhalb der Schlucht münden von links der Bergbach Torrent de la Sauta und von rechts der Bach L’Ondine in die Saane. In der Tineschlucht überwindet die Saane die Talstufe von der kleinen Schwemmebene bei La Tine hinunter in den 50 Meter tiefer gelegenen Talabschnitt von Montbovon.

## Geschichte
Der Höhenzug an der Schlucht markierte im Mittelalter die Landschaftsgrenze zwischen den Gebieten Haute-Gruyère und Basse-Gruyère innerhalb der Grafschaft Greyerz. Seit der Aufteilung des ehemaligen Greyerzer Grafschaftsgebietes im Jahr 1555 zwischen den Städten Freiburg und Bern liegt an dieser Stelle eine Kantonsgrenze und auch die Konfessionsgrenze zwischen dem katholischen Freiburgerland und dem reformierten Pays d’Enhaut.
Durch die Schlucht verlief auch die ehemalige Grenze zwischen den freiburgischen Gemeinden Montbovon und Lessoc, die sich am 1. Januar 2002 zusammen mit zwei weiteren Nachbargemeinden zur neuen Talgemeinde Haut-Intyamon vereinigten.
Der alte Bergweg in das Pays d’Enhaut (deutsch: „Oberland“) umging das Hindernis über die nördliche Bergflanke durch felsiges Gebiet. Das unzugängliche Engnis wurde erst spät mit einem direkten, dem Lauf der Saane folgenden Weg erschlossen. Im 18. Jahrhundert wurde dieser ausgebaut und erhielt im Jahr 1891 einen etwas neuen Verlauf mit der ersten Flussbrücke an dieser Stelle. Die Route gehört heute zur interkantonalen Hauptstrasse 190 (Route cantonale 702), die um 2005 von den beiden Kantonen Waadt und Freiburg ausgebaut und in der Schlucht etwas begradigt wurde. Der historische Pfad über den Berg ist heute ein Wanderweg. In der Nähe der Haltestelle La Tine überspannt die historische Steinbrücke Pont de la Tine die Saane. Über diese Brücke führt der alte Weg in das Greyerzer Oberland. Eine zweite alte Steinbrücke steht am nördlichen Ausgang der Schlucht bei Montbovon.
Seit 1904 führt die Bahnstrecke der Montreux-Berner Oberland-Bahn durch die Schlucht und unterquert im 161 Meter langen La Tine-Tunnel die Kantonsstrasse. Oberhalb des Tunnels liegt die Bahnstrecke in der Steinschlaggalerie Galerie de la Tine, die im Jahr 2018 verstärkt und erweitert wurde.
Nur noch ein Teil des Abflusses der Saane nimmt den natürlichen Weg durch die Schlucht, weil 1906 das schon vorher bestehende Kraftwerk Montbovon erweitert und mit einer neuen Wasserfassung oberhalb von La Tine in Betrieb genommen wurde. So umgeht viel Wasser nun durch einen Stollen die Schlucht und erreicht über die Kantonsgrenze das Maschinenhaus des Kraftwerks. Um 1970 ersetzte die Talsperre von Rossinière mit dem Stausee Lac du Vernex die alte Wasserfassung von La Tine. Das Wasserkraftwerk, das sich heute im Besitz des Elektrizitätsversorgungsunternehmens Groupe E befindet, nutzt ein Gefälle von 80 bis 90 Metern.
Im Zweiten Weltkrieg errichtete die Schweizer Armee im Défilé de La Tine und an der nordöstlichen Bergflanke die Festungsgruppe mit dem Artilleriewerk La Tine, um den Zugang in das Alpenreduit entlang der Saanetalstrasse zu sperren.
Die Flussstrecke ist für das Wildwasserbootfahren und das Schluchtenwandern erschlossen.